# Sigi Rothemund
Siegfried Rothemund (Múnich, 14 de marzo de 1944-Menorca, 13 de enero de 2024), conocido como Sigi o Siggi Götz, fue un director y guionista de cine y televisión alemán. Su pseudónimo se relaciona con un tipo de cine cómico erótico germanoaustríaco, muy en boga a finales de los años 1970 y principios de los 1980.

## Datos biográficos
Nació en Munich, Alemania, el 14 de marzo de 1944. En 1983 se unió en matrimonio con la actriz Margit Geissler, hasta su divorcio en 1998. Fue el padre de la actriz Nina Rothemund y de Marc Rothemund, también director.
Su carrera dio comienzo como asistente de dirección de Franz Marischka y Peter Weck, entre otros. En los años 1970, bajo el seudónimo de Siggi Götz, filmó numerosas comedias sexuales típicas de la época. Más tarde dirigió series y películas para televisión.
Falleció el 13 de enero de 2024, a los 79 años, en la isla española de Menorca.

## Filmografía selecta

### Películas y miniseries
| Año  | Título                                                      | Nombre         | Notas                                                                                    |
| ---- | ----------------------------------------------------------- | -------------- | ---------------------------------------------------------------------------------------- |
| 1974 | Alpine Glow in Dirndlrock                                   | Siggi Götz     |                                                                                          |
| 1974 | Julia o Es war nicht die Nachtigall o El despertar del sexo | Sigi Rothemund |                                                                                          |
| 1976 | Three Bavarians in Bangkok                                  | Siggi Götz     |                                                                                          |
| 1977 | Three Swedes in Upper Bavaria                               | Siggi Götz     |                                                                                          |
| 1977 | The Fruit is Ripe                                           | Siggi Götz     |                                                                                          |
| 1979 | Cola, Candy, Chocolate                                      | Siggi Götz     |                                                                                          |
| 1979 | Timm Thaler                                                 | Sigi Rothemund | Miniserie de televisión, basada en Timm Thaler.                                          |
| 1980 | Beautiful and Wild on Ibiza                                 | Siggi Götz     |                                                                                          |
| 1981 | Piratensender Powerplay                                     | Siggi Götz     |                                                                                          |
| 1981 | Silas                                                       | Sigi Rothemund | Miniserie de televisión, basada en una novela de Cecil Bødker.                           |
| 1982 | Drei gegen Hollywood                                        | Sigi Rothemund | Película para televisión, basada en Once in a Lifetime.                                  |
| 1982 | Danny's Dream                                               | Sigi Rothemund | Película para televisión, basada en una novela de Hans Frick.                            |
| 1982 | Jack Holborn                                                | Sigi Rothemund | Miniserie de televisión, basada en una novela de Leon Garfield.                          |
| 1985 | Jenseits der Morgenröte                                     | Sigi Rothemund | Miniserie de televisión                                                                  |
| 1985 | Die Einsteiger (Los principiantes o Los novatos)            | Siggi Götz     |                                                                                          |
| 1987 | The War of the Oxen                                         | Sigi Rothemund | Miniserie de televisión, basada en The War of the Oxen.                                  |
| 1988 | Starke Zeiten                                               | Siggi Götz     | película de antología                                                                    |
| 1989 | Affäre Nachtfrost                                           | Sigi Rothemund | Película para televisión, basada en una novela de Bernhard Horstmann, alias Stefan Murr. |
| 1990 | Das Haus am Watt                                            | Sigi Rothemund | Película para televisión                                                                 |
| 1990 | Der Eindringling                                            | Sigi Rothemund | Película para televisión                                                                 |
| 1995 | Tödliches Erbe                                              | Sigi Rothemund | Película para televisión                                                                 |
| 1996 | Ehebruch – Eine teuflische Falle                            | Sigi Rothemund | Película para televisión                                                                 |
| 1996 | Nach uns die Sintflut                                       | Sigi Rothemund | Película para televisión                                                                 |
| 1997 | The Deep End                                                | Sigi Rothemund | Película para televisión, basada en la novela The Deep End, de Joy Fielding.             |
| 1997 | Life Penalty                                                | Sigi Rothemund | Película para televisión, basada en la novela Life Penalty, de Joy Fielding.             |
| 1998 | Frau zu sein bedarf es wenig                                | Sigi Rothemund | Película para televisión, basada en una novela de Hera Lind.                             |
| 1998 | The Final Game                                              | Sigi Rothemund | Película para televisión                                                                 |
| 1998 | Vorübergehend verstorben                                    | Sigi Rothemund | Película para televisión, basada en una novela de Norbert Klugmann y Peter Mathews.      |
| 2000 | Der Superbulle und die Halbstarken                          | Sigi Rothemund | Película para televisión                                                                 |
| 2002 | Maximum Speed                                               | Sigi Rothemund | Película para televisión                                                                 |
| 2004 | Stripped                                                    | Sigi Rothemund | Película para televisión, basada en la novela The Cave, de Anne McLean Matthews.         |
| 2011 | The Gold Quest: A Journey to Panama                         | Sigi Rothemund | Película para televisión                                                                 |
| 2012 | Oma wider Willen (en inglés, Grandma Rules)                 | Sigi Rothemund | Película para televisión                                                                 |

### Series de televisión (como Sigi Rothemund)
| Año       | Título                                  | Episodios                           |
| --------- | --------------------------------------- | ----------------------------------- |
| 1982      | Das kann ja heiter werden               | 3 episodios                         |
| 1985      | Ein Heim für Tiere                      | 4 episodios                         |
| 1987–1991 | Hafendetektiv                           | 6 episodios                         |
| 1989–1991 | Peter Strohm                            | 6 episodios                         |
| 1992      | Der Millionenerbe                       | 2 episodios                         |
| 1992–1993 | Die Männer vom K3                       | 3 episodios                         |
| 1994      | Praxis Bülowbogen                       | 11 episodios                        |
| 1994–1995 | Alles außer Mord                        | 5 episodios                         |
| 1995      | The Old Fox                             | 1 episodio: Türkische Spezialitäten |
| 1998–2001 | Der Clown                               | 14 episodios                        |
| 2000      | Die Motorrad-Cops – Hart am Limit       | 3 episodios                         |
| 2001      | Bronski & Bernstein                     | 3 episodios                         |
| 2002–2019 | Donna Leon                              | 24 episodios                        |
| 2003–2005 | Alarm für Cobra 11 – Einsatz für Team 2 | 4 episodios                         |
| 2005–2007 | Ein Fall für den Fuchs                  | 4 episodios                         |
| 2006      | Commissario Laurenti                    | 2 episodios                         |
| 2008      | Plötzlich Papa – Einspruch abgelehnt!   | 3 episodios                         |
| 2009      | Kommissar LaBréa                        | 1 episodio: Tod an der Bastille     |
| 2011–2015 | Engel der Gerechtigkeit                 | 4 episodios                         |
| 2016      | Kreuzfahrt ins Glück                    | 1 episodio                          |